# Aéroport de Berens River
 (mars 2020).
Si vous disposez d'ouvrages ou d'articles de référence ou si vous connaissez des sites web de qualité traitant du thème abordé ici, merci de compléter l'article en donnant les références utiles à sa vérifiabilité et en les liant à la section « Notes et références ».
L'aéroport de Berens River est un aéroport desservant le territoire de la Première Nation de Berens River, au Manitoba, au Canada. Il est desservi par les compagnies Perimeter Aviation et Kitchi Airways.